# Temenggungan (Krejengan)
Temenggungan is een bestuurslaag in het regentschap Probolinggo van de provincie Oost-Java, Indonesië. Temenggungan telt 2289 inwoners (volkstelling 2010).